# Ding Dong Song
Singles de Günther
"Teeny Weeny String Bikini" (2004)
Ding Dong Song est le premier single de Günther, le titre de son album contenant trois versions de cette chanson et la seconde chanson de son album Pleasureman sorti en 2004. Ce single est basé sur le hit néerlandais à succès « Tralala » interprété par le groupe Phil & Company en 1984.
Ding Dong Song a été la chanson numéro 1 pendant 3 semaines dans le Swedish Music Charts.

## Paroles
La popularité de la chanson est largement due à son refrain euphémique : « Ooohh, you touch my tra la la… Mmmmm, My ding ding dong. » (« Ooohh, tu touches mon tra la la… Mmmmm, mon ding ding dong. »).
Est utilisée parfois sur Internet pour illustrer l'érotisme.

## Classement par pays
| Classement (2004)                       | Meilleure position |
| --------------------------------------- | ------------------ |
| Suisse (Schweizer Hitparade)            | 95                 |
| Belgique (Flandre Ultratop 50 Singles)  | 43                 |
| Belgique (Wallonie Ultratop 50 Singles) | 31                 |
| Suède (Sverigetopplistan)               | 1                  |
| Finlande (Suomen virallinen lista)      | 16                 |
| Norvège (VG-lista)                      | 7                  |